# Bageshwar (distrikt)
Bageshwar är ett distrikt i den indiska delstaten Uttarakhand. Den administrativa huvudorten är staden Bageshwar. Distriktets folkmängd uppgick till cirka 250 000 invånare vid folkräkningen 2001. 

## Administrativ indelning
Distriktet är indelat i två tehsil, en kommunliknande administrativ enhet:
- Bageshwar
- Kapkot

## Urbanisering
Distriktets urbaniseringsgrad uppgick till 3,13 % vid folkräkningen 2001. Den enda staden är huvudorten Bageshwar. 